# La senyora Florentina i el seu amor Homer
La senyora Florentina i el seu amor Homer és una obra dramàtica de Mercè Rodoreda que s'edità a Barcelona, l'any 1993, dintre del recull El torrent de les flors. Hi ha dues versions d'aquesta obra. Sembla que va ser escrita en la primera versió amb el títol La casa dels gladiols, i la versió publicada n'és la posterior, titulada La senyora Florentina i el seu amor Homer. En general, les diferències entre les dues obres són petites. L'única diferència important és que la primera versió tenia dos començaments, un dels quals presenta moltes diferències amb el text finalment publicat; per tant, aquest començament es publicà juntament amb la versió completa de la comèdia. S'estrenà a Barcelona, el 21 d'octubre de 1993 al Teatre Romea sota la direcció de Mario Gas. És una comèdia dramàtica en tres actes.

## Descripció
Es tracta d'una comèdia formalment poc innovadora, concebuda i construïda d'acord amb allò que, sense pretensions ni complicacions, era "teatre" als anys vint. La seva vigència, la treu de la veracitat dels personatges, molt especialment de les dones que hi parlen. La seva modernitat, que és real, li ve de la placidesa amb què es decanta des d'una exposició quasi costumista de condicions femenines cap a una conclusió d'una agror si fa no fa sarcàstica. En un cert sentit, i sense pròlegs ni sermons, George Bernard Shaw potser no és gaire lluny.
L'estructura de l'obra s'aproxima a algunes comèdies sentimentals catalanes d'èxit escrites en els anys vint i trenta del segle xx, basada en l'organització clàssica de plantejament, nus i desenllaç, i es fonamenta sobretot en els diàlegs, gairebé sense acció. L'obra té vincles amb el conte de Rodoreda Zerafina, publicat en el recull La meva Cristina i altres contes. Aquest conte, al seu torn, s'assembla a The Lady's Maid, d'una autora admirada per Rodoreda, Katherine Mansfield.
En aquesta peça, es troben reflectits temes recurrents en l'obra de Rodoreda. El desengany amorós o un amor vulgarment sensual sembla el que preval en les relacions entre dones i homes. L'única felicitat a què semblen poder arribar les dones seria la tranquil·litat obtinguda a força d'unes relacions només entre elles, entre les dones soles. Per tant, la comèdia presenta el gaudi de la complicitat i solidaritat de les dones, però en general té un regust agredolç, ja que és alhora una visió pessimista de les relacions humanes, sobretot entre dones i homes.
En la relació d'una dona amb un home casat es vol veure una referència autobiogràfica de l'autora, precisament a la seva relació amb Armand Obiols, que es desenvolupa després de l'exili de l'escriptora a França.

## L'argument
L'obra transcorre en una casa del barri barceloní de Sant Gervasi. És la llar de senyora Florentina, una professora de piano. La dona manté durant vint anys una relació amorosa amb Homer, el seu amor des de la infància, que està casat amb una altra dona. Homer es queixa de la seva dona, però al·lega que no la pot deixar per causa dels fills. Florentina, malgrat la possibilitat que té de casar-se, decideix viure sola, fidel al seu amor cap a Homer. La seva vida s'organitza al voltant de les seves classes de música i les seves trobades amb les seves tres veïnes, Zoila, Julia i Perpètua. A la casa de Florentina arriba Zerafina, una jove i encantadora criada, que d'entrada explica a les dones les seves dues històries amoroses.
Quan mor l'esposa d'Homer, Florentina espera poder arribar a tenir una relació estable amb ell. No obstant això, davant el descobriment d'algunes mentides d'aquest, i la falta d'iniciativa per la seva part, Florentina es conforma amb la derrota de la il·lusió que havia mantingut durant tota la vida. Tanmateix, no cau en la desesperació. Canvia el seu testament, per deixar tota l'herència a Zerafina, que està embarassada.
Al final de l'obra, apareix el primer nuvi de Zerafina –a qui aquesta tenia per mort a Àfrica– per casar-se amb ella. Zerafina, però, rebutja la seva proposta, ja que a força de la seva nova experiència –i amb els recursos econòmics que acaba d'obtenir– està més temptada per la visió d'una vida com a dona sola i entre dones soles.

## Estrena i posteriors representacions
La senyora Florentina i el seu amor Homer es va estrenar el 21 d'octubre del 1993 al Teatre Romea de Barcelona sota la direcció de Mario Gas. Aquest espectacle fou un èxit: els crítics van lloar els valors del text i de la posada en escena.Fou interpretada per Rosa Novell (Florentina), Pep Cruz (Homer) i Rosa Renom (Zerafina).
Posteriorment, l'obra es va representar a la temporada 2016-17 del Teatre Nacional de Catalunya, a la Sala Gran, sota la direcció de Sergi Belbel, interpretada en els principals papers per Mercè Sampietro (Florentina), Toni Sevilla (Homer) i Elisabet Casanovas (Zerafina).
En el programa de mà, Sergi Belbel presenta l'obra com una comèdia de costums a l'estil d'Eduardo De Filippo i el personatge de la senyora Florentina com una de les millors creacions de l'autora: «Sota l’aparença d’una comèdia «amable», Rodoreda compon un dels seus personatges més emblemàtics, juntament amb la Colometa, l'Aloma i la Teresa i la Sofia de Mirall trencat: la senyora Florentina.»
Va tenir un bon èxit de públic i de crítica, que va valorar sobretot les actuacions de Mercè Sampietro i Elisabet Casanovas:
«La senyora Florentina és un personatge estupend, molt ben dibuixat però difícil d'interpretar (..) i que Mercè Sampietro encarna de manera magistral, mesurant gestos, mirades i silencis amb tots els seus talents: elegància, naturalitat, veritat constant sense aparent esforç, dicció cristal·lina i una superlativa capacitat d'escolta»

Marcos Ordóñez, El País
«Un festival de grans actrius que fa embogir al públic i que referma, també al teatre, el geni de Mercè Rodoreda» Gemma Ruiz, TV3
«Si la protagonista del títol és Florentina, a la Sala Gran acaba brillant per sobre de tots Zerafina (una troballa, certament, Elisabet Casanovas, de la factoria de Merlí)»
Jordi Bordés, El Punt Avui